# Milano-Sanremo 1994
La Milano-Sanremo 1994, ottantacinquesima edizione della corsa, valida come evento d'apertura della Coppa del mondo di ciclismo su strada 1994, fu disputata il 19 marzo 1994, per un percorso totale di 294 km. Fu vinta dall'italiano Giorgio Furlan, al traguardo con il tempo di 7h05'20" alla media di 41.473 km/h.
Partenza a Milano con 191 corridori di cui 164 portarono a termine il percorso.

## Resoconto degli eventi
Un solo scatto ma imperioso sull'ultima salita (il Poggio) portato da Giorgio Furlan al momento giusto, che già qualche giorno prima si fece notare nella Tirreno-Adriatico per la sua freschezza di pedalata nei finali. 
Non gli resistette nessuno e scollinò con 15 secondi di vantaggio sul gruppo, sufficienti per portarlo in solitaria fino all'imminente traguardo. La volata del gruppo fu regolata da Mario Cipollini.

## Ordine d'arrivo (Top 10)
| Pos. | Corridore          | Squadra       | Tempo    |
| ---- | ------------------ | ------------- | -------- |
| 1    | Giorgio Furlan     | Gewiss        | 7h05'20" |
| 2    | Mario Cipollini    | Mercatone Uno | a 20"    |
| 3    | Adriano Baffi      | Mercatone Uno | s.t.     |
| 4    | Stefano Zanini     | Navigare      | s.t.     |
| 5    | Kai Hundertmarck   | Deutsche Tel. | s.t.     |
| 6    | Fabio Baldato      | Motorola      | s.t.     |
| 7    | Ángel Edo          | Kelme         | s.t.     |
| 8    | Fabiano Fontanelli | ZG Mobili     | s.t.     |
| 9    | Andrej Čmil        | Lotto-Caloi   | s.t.     |
| 10   | Laurent Jalabert   | ONCE          | s.t.     |